# Урожайный (Павловский район)
Урожайный — посёлок в Павловском районе Алтайского края. Входит в состав муниципального образования Комсомольский сельсовет.

## История
Посёлок основан в 1940-1960 году.

## География
Посёлок расположен рядом с автодорогой Р380 «Барнаул — Камень-на-Оби — Новосибирск». Расстояние до районного центра — села Павловск составляет 15 км, до краевого центра — города Барнаула 35 км.

## Население
| 1997 | 1998 | 1999 | 2000 | 2001 | 2002 |
| ---- | ---- | ---- | ---- | ---- | ---- |
| 486  | ↘469 | ↗477 | ↗485 | ↗497 | ↘496 |
| 2003 | 2004 | 2005 | 2006 | 2007 | 2008 |
| ↗509 | ↘505 | ↗512 | →512 | ↗521 | ↗540 |
| 2009 | 2010 | 2011 | 2012 | 2013 |      |
| ↘515 | ↘463 | ↗466 | ↗470 | ↘463 |      |

## Экономика
В посёлке действуют предприятия малого бизнеса, предприятия по переработке сельхозпродукции. Значительная часть населения также работает в г. Барнауле.

## Социальная сфера
На территории действуют несколько учреждений образования: школа, детский сад, сельский дом культуры.